# El Fresno, Zacualpan
El Fresno är en ort i Mexiko.   Den ligger i kommunen Zacualpan och delstaten Mexiko, i den södra delen av landet, 100 km sydväst om huvudstaden Mexico City. El Fresno ligger 2 013 meter över havet och antalet invånare är 146.
Terrängen runt El Fresno är huvudsakligen kuperad, men västerut är den bergig. Terrängen runt El Fresno sluttar österut. Runt El Fresno är det ganska tätbefolkat, med 52 invånare per kvadratkilometer. Närmaste större samhälle är Ixtapan de la Sal, 16,7 km öster om El Fresno. I omgivningarna runt El Fresno växer huvudsakligen savannskog.